# Chaunay
Chaunay là một xã, tọa lạc ở tỉnh Vienne trong vùng Nouvelle-Aquitaine, Pháp. Xã này có diện tích 38,64 km², dân số năm 2006 là 1200 người. Xã nằm ở khu vực có độ cao trung bình 131 m trên mực nước biển. 
Danh xưng dân địa phương trong tiếng Pháp là Chaunaisiens.

## Biến động dân số
| Năm | 1962  | 1968  | 1975  | 1982  | 1990  | 1999  | 2006  |
| --- | ----- | ----- | ----- | ----- | ----- | ----- | ----- |
| Dân số | 1 481 | 1 317 | 1 275 | 1 157 | 1 174 | 1 180 | 1 200 |
| From the year 1962 on: No double counting—residents of multiple communes (e.g. students and military personnel) are counted only once. |       |       |       |       |       |       |       |